# Paectes taminata
Paectes taminata är en fjärilsart som beskrevs av W. Warren 1914. Paectes taminata ingår i släktet Paectes och familjen nattflyn. Inga underarter finns listade i Catalogue of Life.